# Cantón Chinchipe
Cantón Chinchipe är en kanton i Ecuador.   Den ligger i provinsen Zamora Chinchipe, i den södra delen av landet, 500 km söder om huvudstaden Quito. Antalet invånare är 8 495. Arean är 1 194 kvadratkilometer.
Terrängen i Cantón Chinchipe är huvudsakligen mycket bergig.